# Kanchenjungastadion
Het Kanchenjungastadion (ook bekend als Kanchanjungha Krirangan) is een multifunctioneel stadion in Siliguri, een stad in India. 
Het stadion, dat werd gebouwd in de jaren 80, heeft een capaciteit van 40.000 toeschouwers en wordt vooral gebruikt voor de voetbalclub Kanchenjunga FC. Ook de club SC East Bengal maakt wel eens gebruik van dit stadion als de club niet het eigen stadion kan spelen. In 2012 was de finale van het Indiase Federation Cup. De finale die werd gespeeld op 30 september ging tussen SC East Bengal en Dempo SC en eindigde in 3–2. In 2016 werd dit stadion gebruikt voor het Zuid-Aziatisch kampioenschap voetbal voor vrouwen dat dat jaar in India werd gespeeld. Alle 12 wedstrijden waren in het Kanchenjungastadion.
Ook worden er cricketwedstrijden gespeeld. Het Bengaalse cricketteam speelt regelmatig in dit stadion. 